# Danh sách hãng hàng không Campuchia
Đây là danh sách hãng hàng không hiện đang hoạt động tại Campuchia.

## Hãng hàng không theo lịch trình
| Hãng hàng không           | Hình ảnh             | IATA | ICAO | Tín hiệu gọi | Năm hoạt động | Ghi chú                                               |
| ------------------------- | -------------------- | ---- | ---- | ------------ | ------------- | ----------------------------------------------------- |
| Bassaka Air               |                      | 5B   | BSX  | BASSAKA      | 2014          | Sân bay Quốc tế Phnôm Pênh                            |
| Cambodia Airways          |                      | KR   | KME  | GIANT IBIS   | 2017          | Sân bay Quốc tế Phnôm Pênh                            |
| Cambodia Angkor Air       |                      | K6   | KHV  | CAMBODIA AIR | 2009          | Sân bay Quốc tế Phnôm Pênh, Sân bay Quốc tế Siem Reap |
| JC International Airlines | XU-998 (26632656499) | QD   | JCC  | CAMBO        | 2016          | Sân bay Quốc tế Phnôm Pênh                            |
| Lanmei Airlines           |                      | LQ   | MKR  | AIR LANME    | 2016          | Sân bay Quốc tế Phnôm Pênh                            |
| Sky Angkor Airlines       |                      | ZA   | SWM  | SKY ANGKOR   | 2014          | Sân bay Quốc tế Siem Reap                             |